# Kangurowiec szary
Kangurowiec szary (Dorcopsis luctuosa) – gatunek ssaka z podrodziny kangurów (Macropodinae) w obrębie rodziny kangurowatych (Macropodidae).

## Taksonomia
Gatunek po raz pierwszy zgodnie z zasadami nazewnictwa binominalnego opisał w 1874 roku włoski przyrodnik i podróżnik Luigi Maria d’Albertis nadając mu nazwę Halmaturus luctuosus. Miejsce typowe według oryginalnego opisu „południowo-wschodnia Nowa Gwinea” (ang. S. E. of New Guinea), tj. Papua-Nowa Gwinea. Holotyp to skóra i czaszka na młodocianej samicy (sygnatura BMNH 75.4.16.1) z kolekcji Muzeum Historii Naturalnej w Londynie; okaz typowy odłowiony przez załogę HMS Basilisk i sprzedany d’Albertisowi. Podgatunek phyllis formalnie opisali w 1989 roku brytyjsko-australijski antropolog i zoolog Colin Groves oraz australijski zoolog i paleontolog Tim Flannery nadając mu nazwę Dorcopsis luctuosa phyllis. Miejsce typowe to okolice Merauke (8°30′S 140°22′E/-8,500000 140,366667), Nowa Gwinea, Indonezja. Holotyp to skóra, czaszka i szkielet pozaczaszkowy dorosłej samicy (sygnatura ZMA 5243) z kolekcji Zoölogisch Museum Amsterdam; okaz typowy zebrany w okresie koniec 1959/początek 1960 roku przez A.J.N. Monsanto.
Autorzy Illustrated Checklist of the Mammals of the World rozpoznają dwa podgatunki.

### Etymologia
- Dorcopsis: gr. λορκας dorkas ‘gazela’; οψις opsis ‘wygląd’[12].
- luctuosa: łac. luctuosus ‘smutny’ (tj. czarno ubarwiony), od luctus ‘żałoba’, od lugere ‘opłakiwać’[13].

## Zasięg występowania
Kangurowiec szary występuje w zależności od podgatunku:
- D. luctuosa luctuosa – niziny wschodniej Papui-Nowej Gwinei.
- D. luctuosa phyllis – rejon rzeki Fly i Merauke w Prowincji Zachodniej w Papui-Nowej Gwinei.

## Morfologia
Długość ciała (bez ogona) samic 25,2 cm, samców 72,1–90 cm, długość ogona samic 31 cm, samców 38–38,8; masa ciała samic 3,6 kg, samców 6,7–11,6 kg.

## Status zagrożenia
W Czerwonej księdze gatunków zagrożonych Międzynarodowej Unii Ochrony Przyrody i Jej Zasobów został zaliczony do kategorii VU (ang. vulnerable ‘narażony’).